# Harry Geisinger
Harry Clifford Geisinger (* 31. Oktober 1933 in Cincinnati, Ohio; † 1. Mai 2015) war ein US-amerikanischer Politiker.
Geisinger wuchs in Chicago, Illinois auf und diente während des Koreakrieges in der United States Navy. An der University of Cincinnati erreichte ein Bachelorabschluss. Anschließend lebte er in Roswell, Georgia als Berater und Inhaber einer Werbeagentur.
Von 1969 bis 1975 und von 2005 bis zu seinem Tode war er für die Republikanische Partei Mitglied des Repräsentantenhauses von Georgia.